# Ircinia retidermata
Ircinia retidermata är en svampdjursart som beskrevs av Gustavo Pulitzer-Finali och Pronzato 1981. Ircinia retidermata ingår i släktet Ircinia och familjen Irciniidae. Inga underarter finns listade i Catalogue of Life.